# Рябчий Василь Григорович
Василь Григорович Рябчий (1893, місто Одеса — ?) — радянський партійний діяч, секретар Миколаївського обласного комітету КП(б)У, секретар Гур'євського обласного комітету КП(б) Казахстану.

## Життєпис
У 1907—1915 роках — учень слюсаря, слюсар приватних заводів міста Одеси.
У 1915—1918 роках — рядовий 15-го Фінляндського стрілецького полку російської армії, учасник Першої світової війни.
У 1918—1920 роках — робітник-такелажник Одеського судноремонтного заводу імені Андре Марті.
У 1920—1923 роках — член заводського комітету, в 1923—1924 роках — завідувач секретної частини Одеського судноремонтного заводу імені Андре Марті.
Член РКП(б) з січня 1924 року.
У 1924—1925 роках — секретар партійного комітету Одеського судноремонтного заводу імені Андре Марті.
У 1925—1930 роках — студент і секретар партійного комітету Одеського морського технікуму, технік водного транспорту. З травня по червень 1930 року проходив практику на суднах Радторгфлоту в Лондоні.
У 1930—1932 роках — завідувач виробничої практики студентів Одеського морського технікуму.
У 1932—1933 роках — завідувач агітаційно-масового відділу заводського комітету Одеського судноремонтного заводу імені Андре Марті.
У 1933—1934 роках — відповідальний секретар інженерно-технічної секції Одеського судноремонтного заводу імені Андре Марті.
У 1934—1937 роках — помічник начальника політичного відділу радгоспу Березанського району Одеської (Миколаївської) області. У 1937—1939 роках — начальник політичного відділу Бериславського зернорадгоспу Миколаївської області.
У травні 1939 — серпні 1941 року — секретар Миколаївського обласного комітету КП(б)У з кадрів.
З 1941 року — в Червоній армії, учасник німецько-радянської війни. У 1941—1942 роках — член оперативної групи при Військовій раді Південно-Західного фронту.
У лютому 1943 — після 1945 року — секретар Гур'євського обласного комітету КП(б) Казахстану з промисловості.
Подальша доля невідома.

## Військове звання
- старший політрук

## Нагороди
- ордени
- медаль «За оборону Сталінграда»
- медаль «За перемогу над Німеччиною у Великій Вітчизняній війні 1941—1945 рр.» (1945)
- медалі